# Bruno darío
Bruno Darío Morales Bercovich (Cuernavaca, Morelos,1993 — Ciudad de México, México, 2022) más conocido como bruno darío (el nombre se escribe en minúsculas) fue un poeta mexicano.

## Primeros años
darío nació en Cuernavaca, Morelos, y pasó su adolescencia en Buenos Aires, donde cursó posteriormente la carrera de Filosofía en la UBA. Su madre es la psicoanalista Susana Bercovich.

## Carrera musical
Tras su regreso a México participó en la banda Tony Danza junto a su gran amigo Giovanni. Grabó algunos sencillos con la disquera Vale Vergas Discos con buenas reseñas y presentaciones en festivales como NRML. A lo largo de su carrera musical tuvo varios pseudónimos como: Bruno Darío, Bruno Darío & El Tercer Ojo, Bruno Darío & Las Otras Dimensiones, Bruno Darío & Los Enfermos de Vida, y por último, El Velar.

## Carrera literaria
Publicó su primer poemario en 2014 con el título Manifestamorfósis. Refracciones, bajo el sello editorial Pleroma de Gerardo Villegas. Su segundo libro, Baile en la vidriería (Obra Negra Ediciones, 2015), introdujo una estética que se consolidaría en El opuesto de la flor (Taller Ditoria, 2016). El crítico Genaro Ruiz de Chávez lo definió como una colección de imágenes "precisas como esquirlas de vidrio roto", donde la voz poética se desmaterializa progresivamente, creando una atmósfera de introspección y delicadeza .
En 2017, darío publicó Poemas muy tarde (RAZ éditions), una edición bilingüe francés-español que amplió su presencia en el ámbito internacional.Periódico de Poesía
Posteriormente, emprendió una trilogía poética iniciada con celebración, espanto (Ediciones Sin Nombre, 2019), seguida por mal de aire (Vaso Roto Ediciones, 2020). Estas obras exploran la figura del "Inconsolable" y su relación con la "Anfitriona" en un universo simbólico y onírico. De acuerdo con la poeta Elisa Díaz Castelo celebración, espanto se caracteriza por su tono romántico e introspectivo, mientras que mal de aire adopta una forma epistolar en prosa poética, profundizando en la reflexión sobre el lenguaje y la identidad .

## Fallecimiento
darío falleció en la Ciudad de México a los 29 años de edad, víctima de cáncer cerebral.

## Música
- ‘A romantic voyage’ (VVD, 2010)
- ‘Enfermedad de verano / Locura compartida’ (VVD, 2011)}
- El Velar: ‘Ventanas Abiertas’, Me cansé de Rogarle (Ella)’ e ‘Incendio’. (2015)[12]

## Obras
- 2014 Manifestametamorfosis. Refracciones
- 2015 Baile en la vidrieria: Los sueños rotos
- 2015 La herida del cable
- 2016 El opuesto de la flor
- 2017 Poèmes très tard
- 2019 celebración, espanto
- 2020 mal de aire
- 2022 asolar
- 2025 Lantana, or the indissoluble exhalation (Edición bilingüe, traducción al inglés por Kit Schluter)